# Парвов, Александр Алексеевич
Александр Алексеевич Парвов (25 октября 1900, Веребье -  7 января 1961) – советский военачальник, гвардии генерал-майор авиации, начальник штаба 1-го гвардейского штурмового и 2-го штурмового авиационных корпусов.

## Биография
В должности начальника штаба 59-й авиационной бригады полковник Парвов участвовал в советско-финляндской войне и «за образцовое выполнение боевых заданий Командования на фронте борьбы с финской белогвардейщиной и проявленные при этом доблесть и мужество» награжден орденом Красного Знамени.
Полковник Парвов в должности начальника штаба 5-й смешанной авиационный дивизии участвовал в оборонительных боях на Финском перешейке и в должности начальника штаба ВВС 8-й и 23-й армий в обороне Ленинграда. 
В октябре 1942 года полковник Парвов назначен начальником штаба 2-го штурмового авиационного корпуса. Участвовал в формировании корпуса и руководил штабом корпуса во время прорыва блокады Ленинграда и проведения Великолуцкой и Ржевско-Вяземской операций.
В июле 1943 года полковник Парвов назначен начальником штаба 1-го штурмового авиационного корпуса. Руководил работой штаба корпуса во время проведения Белгородско-Харьковской операции и «за отличное обеспечение высокой эффективности нашей авиации в Белгородско-Харьковской операции» награжден орденом Отечественной войны I степени. 7 августа 1943 года присвоено звание генерал-майора авиации.
Зимой 1943-1944 годов генерал-майор авиации Первов руководил работой штаба корпуса во время проведения Кировоградской и Корсунь-Шевченковской операций и за отличие награжден орденом Кутузова II степени. 
Весной летом 1944 года гвардии генерал-майор авиации Парвов обеспечивал взаимодействие штабов частей и соединений 1-го гвардейского штурмового авиационного корпуса со штабами 3-й гвардейской танковой армии и 60-й армии во время проведения Умано-Ботошанской и Львовско-Сандомирской операций и «за умелую организацию действий авиации на поле боя» награжден вторым орденом Красного Знамени.
Зимой 1944-1945 годов гвардии генерал-майор авиации Парвов осуществлял организацию боевых действий авиации корпуса во время проведения Сандомирско-Силезской, Нижне-Силезской и Верхне-Силезской операций и «за самоотверженную работу, отличное управление подчиненными штабами в период завоевания плацдарма на западном берегу реки Висла и разгрома Ченстоховско-Радомской группировки немцев» награжден орденом Суворова II степени.
В апреле-мае 1945 года гвардии генерал-майор авиации Парвов управлял работой штабов авиационных частей и соединений корпуса при проведении Берлинской и Пражской наступательных операций и за отличие награжден орденом Ленина.
Уволен в отставку в марте 1959 года.
Похоронен на 2-м христианском кладбище в городе Одесса.

## Статьи
Полковник А. А. Парвов. Охрана коммуникаций // Вестник Воздушного Флота. 1942. № 17-18. 